# Tam Courts
Thomas „Tam“ Courts (* 10. August 1981 in Kirkcaldy) ist ein ehemaliger schottischer Fußballspieler und aktueller Fußballtrainer. Zurzeit ist er Chefcoach von Honvéd Budapest in der ungarischen Nemzeti Bajnokság.

## Karriere

### Als Spieler
Tam Courts begann seine Profikarriere beim FC Livingston, für den er im Februar 1999 sein Debüt in der ersten Mannschaft gegen Clyde in einem Spiel der Second Division gab. Nachdem Livingston in der Saison 1998/99 die Meisterschaft in der dritten Liga gewonnen hatte, absolvierte Courts in der folgenden Zweitligasaison vier Ligaspiele in der First Division, bevor er ein Jahr später für eine Leihe zum Viertligisten FC Cowdenbeath wechselte. Dabei gelang ihm im April 2001 sein erstes Tor in der Scottish Football League, als er gegen den FC East Fife traf. Nachdem der Vertrag von Courts in Livingston ausgelaufen war, spielte er zwischen 2001 und 2006 Junior-Fußball bei den lokalen Fife-Teams Kelty Hearts und Hill of Beath Hawthorn. In der Saison 2006/07 spielte er 26-Mal in der vierten Liga für den FC East Fife. Ab 2007 war er wieder für Kelty Hearts aktiv, bei dem er seine aktive Karriere als Spieler im Jahr 2013 beendete.

### Als Trainer
Im Oktober 2013 wurde Courts im Alter von 32 Jahren zum Trainer von Kelty Hearts ernannt. Er rettete den Verein vor dem Abstieg, bevor er 2015 zum ersten Mal in der Vereinsgeschichte den Meistertitel der East Region Premiership der Scottish Junior Football Association gewann. Courts verhalf Kelty den Titel 2017 erneut zu gewinnen, bevor der Verein der East of Scotland League beitrat. Kelty gewann 2018 die East of Scotland League unter Courts und stieg in die Lowland League auf, die fünfte Liga des schottischen Fußballligasystems. Im Oktober 2018 trat er nach fünf Jahren als Trainer zurück.
Im Februar 2020 trat Courts in die Jugendakademie von Dundee United ein. Im Dezember 2020 wurde er vorübergehend zum Trainer der ersten Mannschaft des Vereins ernannt, als sich Manager Micky Mellon und sein Trainerstab während der COVID-19-Pandemie selbst isolieren musste. Im Juni 2021 wurde der 39-Jährige Courts nach dem Abgang von Mellon zu den Tranmere Rovers zum Cheftrainer des Vereins ernannt. In der Saison 2021/22 führte er den Verein auf den vierten Platz, und damit in den Europapokal. Im Juni 2022 wurde Courts mit dem kroatischen Verein HNK Rijeka in Verbindung gebracht, woraufhin er Dundee kurz darauf im gegenseitigen Einvernehmen verließ. Am 15. Juni 2022 unterschrieb er einen Vertrag beim ungarischen Erstligisten Honvéd Budapest.